# 天津财经大学
天津财经大学，簡稱天财，为一所位于中国天津市河西区的公办全日制本科高等院校，并由天津市人民政府主管。亦为中华人民共和国最早建立的财政、经济类大学之一。学校历史可以追溯到1958年由南开大学的贸易、企业管理、会计、金融、财政、统计等经济管理类专业为基础组建的河北财经学院，1969年10月1日，学校划归天津市领导并更名为天津财经学院。2004年5月17日，更名为天津财经大学。
天津财大下設系所有著顯著的经济学、管理学科特色，但所设学科也涵蓋了文学、法学、理学、工学、教育学等学科门类；逐步實現了多學科的協調發展。建立了學士、碩士、博士完整的學位授權體系，并构建了包含普通高等教育、成人教育、留学生教育以及从业资格培训等在内，相交多样的人才培养框架。学校也长期担负着为天津市经济、社会发展服务提供优秀人才服务的重要任务，并着力将自身建设为学科特色突出、国际知名度高的高水平财经类大学。

## 历史沿革
1958年，中共河北省委批准，将南開大學的貿易、企業管理、會計、金融、財政、統計等經濟管理系所析出，并与天津财经学校、天津外贸干校等学校共同組建财经类的高等院校河北財經學院。1966年，河北财经学院划归天津市人民政府领导，并更名为天津财经学院；不过当时因受文化大革命的影响，学校蒙受了巨大损失，学术工作也停滞不前；该校于1966年被迫停止招生，1970年撤销停办并改为中等专业学校；1971年校名改为天津市财经学校，不过因为外贸、财政、银行等部门对于相应人才的需要，中华人民共和国国务院后来还是于1974年批准恢复了天津财经学院。
1981年11月3日，国务院批准天津财经学院等高等院校为首批有資格授予硕士学位的高等院校。1987年，国家教委批准天津财经学院拥有博士学位授予权。2004年，中华人民共和国教育部同意天津财经学院更名为天津财经大学，建制延续至今。2006年，天津财经大学与广东珠江投资有限公司合作成立了独立学院天津财经大学珠江学院。
2018年9月，天津财经大学在天津市内相继成立了两所附属小学——天津财经大学附属小学、天津财经大学第二附属小学，以提升其在天津市基础教育界的知名度。

## 校园环境

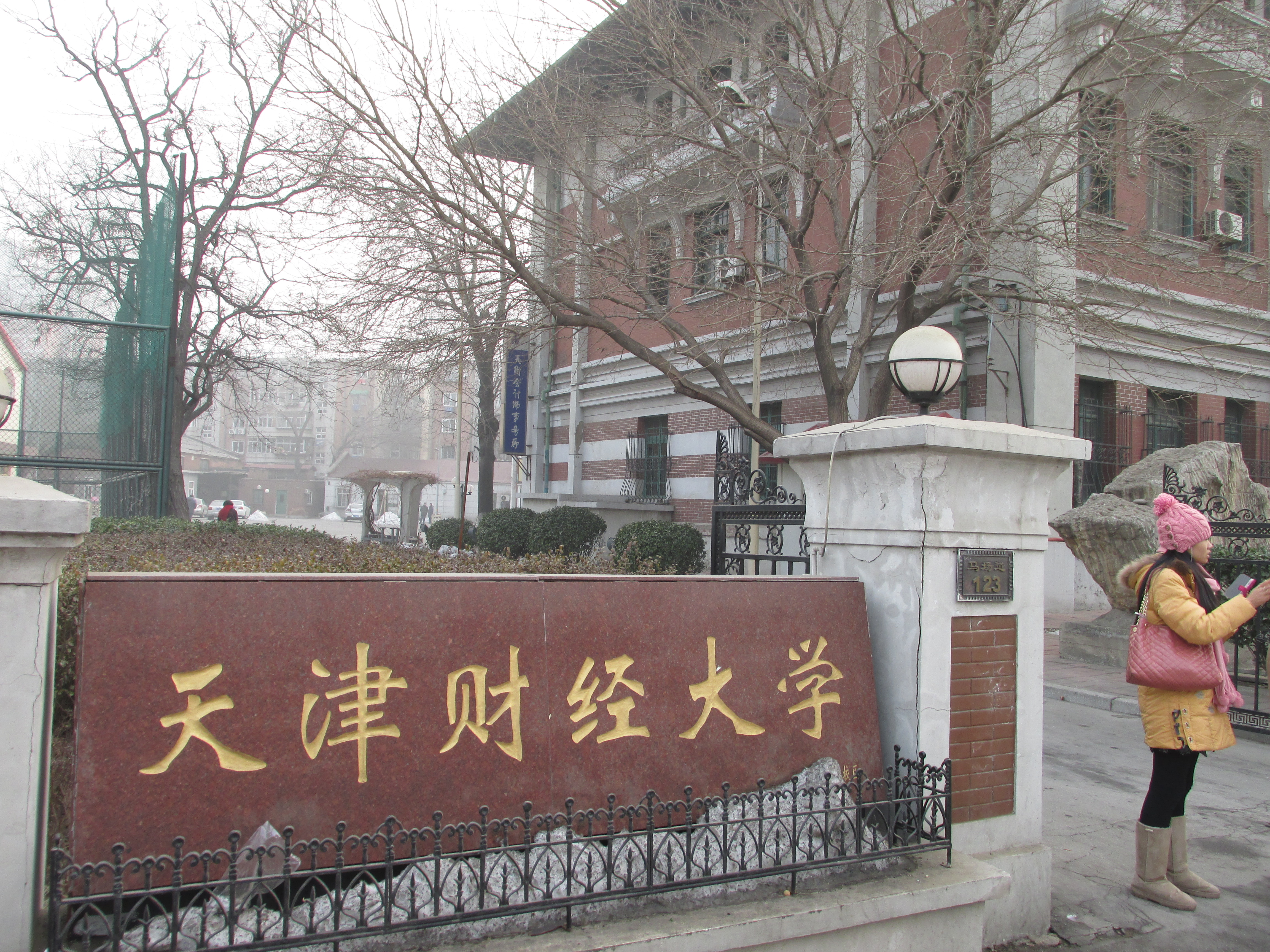
天津财经大学马场道校区大门

在建校之初，河北财经学院的校址分设在天津市河西区徽州路2号及同市和平区河北南南路209号两地。1965年，学校由天津市区徽州道迁到河西区灰堆（今河西区柳林街道珠江道25号）的新校址，延续至今。该校区位在海河平原上，地形平坦，邻近天津科技大学河西校区；校内環境幽雅，有天财公园及统计湖等景观；学校的联外交通便利，校区毗邻天津地鐵1號線、10號線相交汇的財經大學站，可来往于天津市区，而该地铁车站也因学校而得名；另外天津公交93路、336路、342路、374路、665路、676路、686路、706路、846路、859路、通勤快车2路等也经停于学校，并在其附近设有公交站。

## 学术研究

### 院系設置
在成立之初，该校拥有貿易、企業管理、會計、金融、財政、統計等經濟管理类学科系所；在文化大革命期间，因为外贸、财政、银行等部门对于相应人才的需要，学校降格为中专，但保留了财政、金融、外贸等专业的大专班。随着天津财经学院的建制恢复，学科专业逐渐增加；在维持优势的经济、管理类学科的同时，也适时增加了文学、法学、理学、工学、教育等学科门类，共开设本科专业50余个，分布在商学院、经济学院、人文学院、理工学院、法学院、艺术学院、管理科学与工程学院、马克思主义学院、会计学院、金融学院、统计学院及财税与公共管理学院等二级学院内。另一方面，在研究生教育上，天财已经拥有应用经济学、工商管理、管理科学与工程3个一级学科博士点及博士后流动站，9个一级学科硕士点及15个专业硕士学位点。

## 知名校友
- 廖晓军：财政部副部长、党组副书记
- 崔津渡：天津市委常委、常务副市长
- 张建国：建设银行行长
- 刘绍勇：中国东方航空股份有限公司董事长
- 石爱中：审计署副审计长（副部级）
- 袁卫：中国人民大学常务副校长